# 남부평원회색랑구르
남부평원회색랑구르 (Semnopithecus dussumieri)는 긴꼬리원숭이과에 속하는 영장류의 일종이다. 인도의 남서부와 중서부에서 발견된다. 이전에는 북부평원회색랑구르의 아종 또는 별도의 종으로 간주되었지만 현재는 종 지위에서 탈락하였다. 남부평원회색랑구르 표본으로 보고된 대부분의 표본은 북부평원회색랑구르에 속한다.